# White Settlement
White Settlement é uma cidade localizada no estado norte-americano do Texas, no Condado de Tarrant.

## Demografia
Segundo o censo norte-americano de 2000, a sua população era de 14.831 habitantes.
Em 2006, foi estimada uma população de 15.943, um aumento de 1112 (7.5%).

## Geografia
De acordo com o United States Census Bureau tem uma área de 12,6 km², dos quais 12,6 km² cobertos por terra e 0,0 km² cobertos por água.

## Localidades na vizinhança
O diagrama seguinte representa as localidades num raio de 8 km ao redor de White Settlement.